# Hededet
Hededet vagy Hedzsedzset (ḥdd.t) az ókori egyiptomi vallás egyik istennője. Skorpióistennő, sokban hasonlít Szerketre, de későbbi korszakokban Ízisszel hozták összefüggésbe; mindkettőjükhöz hasonlóan anyai jellegzetességeket mutat. Skorpiófejjel ábrázolják, ülve, amint gyermeket szoptat.